# Kellner

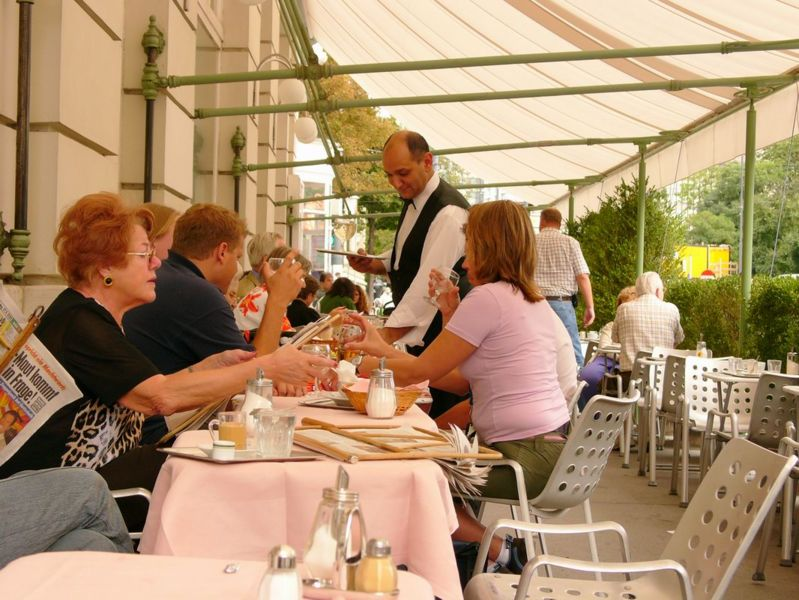
Kellner beim Bedienen von Gästen (hier in einem Schanigarten – Café Prückel)

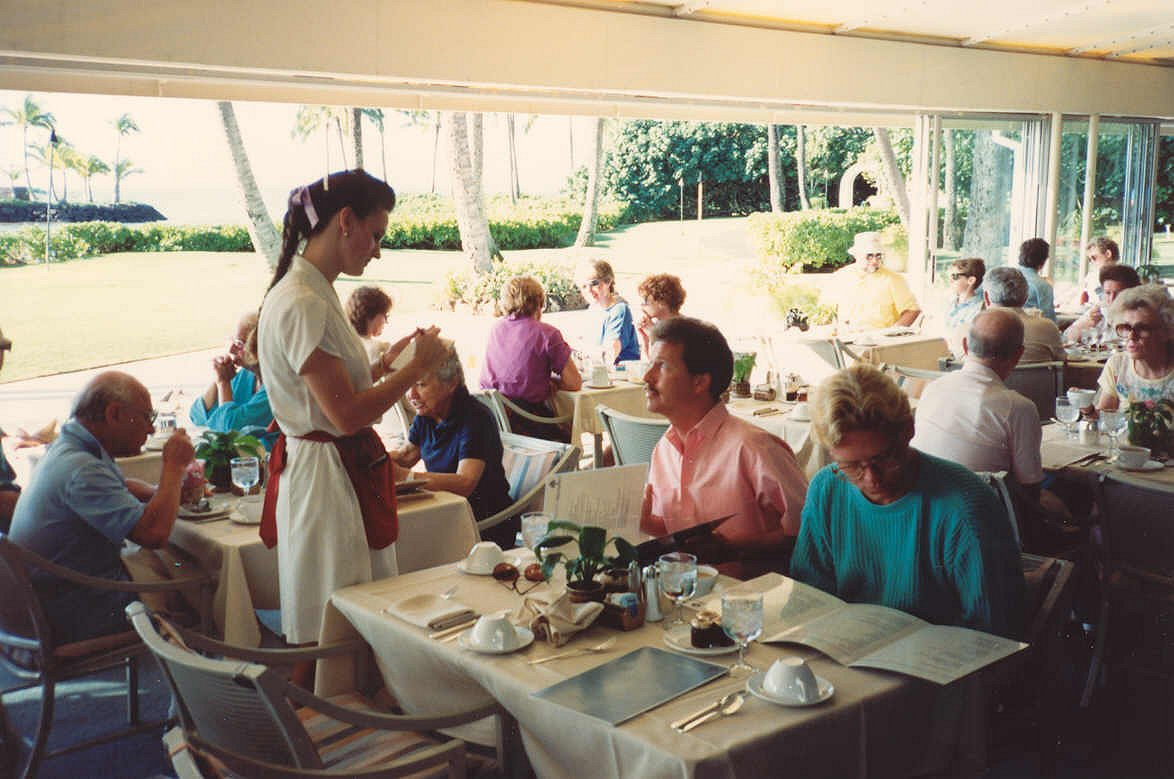
Bedienung beim Aufnehmen der Bestellung

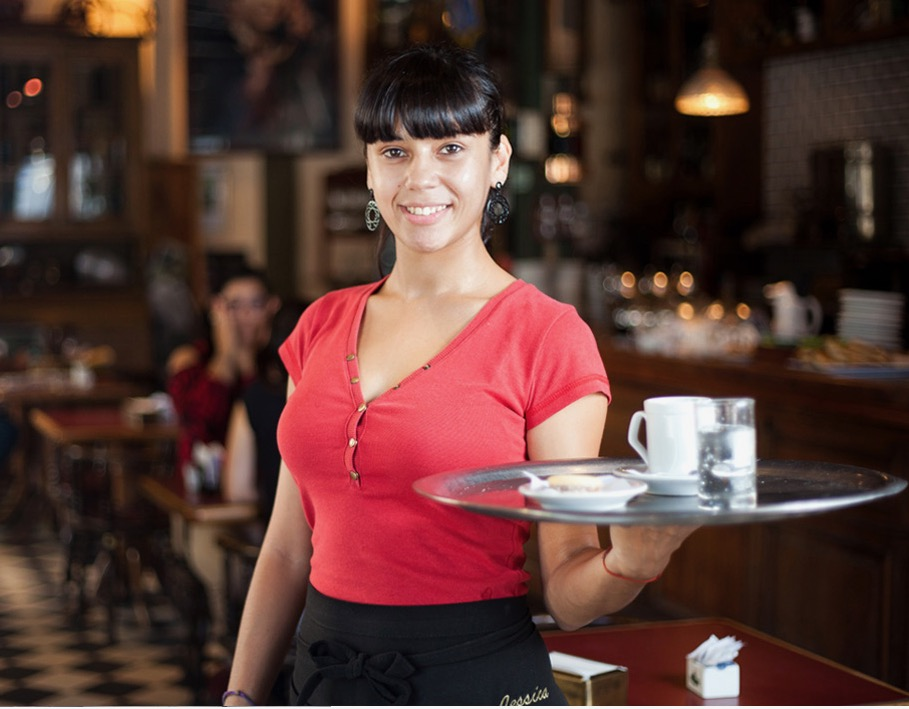
Eine Kellnerin in Buenos Aires

Kellner ist die umgangssprachliche Berufsbezeichnung für einen Restaurantfachmann. Die weibliche Form lautet Kellnerin bzw. Serviererin.

## Etymologie
Das Wort entstammt dem althochdeutschen „këlnari“ für den Kellermeister, das sich aus dem Vorratsraum (lateinisch cellarium) entwickelte. Der Kellermeister (lateinisch cellarius) war der Vorsteher der Vorratskammer (lateinisch cella).
An den Fürstenhöfen des Mittelalters entwickelte sich aus der bloßen Funktionsbezeichnung ein Amt, ähnlich wie aus dem Mundschenk ein Hofamt wurde. Der Kellner war, vor allem im westdeutschen Raum, der Amtsvorsteher einer Kellerei oder Kellnerei als Teil der Kameralverwaltung.

## Aufgaben
Klassische Aufgabe der Kellner ist die Bedienung der Gäste mit Speisen und Getränken in Bistros, Cafés, Hotels, Kneipen oder Restaurants. Sie beraten zudem die Gäste bei der Bestellung, präsentieren die Rechnung und übernehmen oft auch die Rolle des Kassierers. Daneben sind sie Ansprechpartner und Repräsentanten des Gastronomiebetriebs.
Kellner üben einen der schlechtbezahlten Berufe in der Bundesrepublik Deutschland aus, denn sie erhalten meist lediglich den Mindestlohn (§ 1 Abs. 1 MiLoG). Deshalb ist das Trinkgeld eine wichtige zusätzliche Einnahmequelle. Vor allem in der gehobenen Gastronomie beträgt es teilweise mehr als fünf Prozent des Umsatzes. In diesen Fällen kann es vorkommen, dass das monatliche Trinkgeld die Höhe des Nettogehaltes, zumeist in hochfrequentierten „Szene“-Gastronomiebetrieben, weit übersteigt.
In Österreich gelten Frauen entgegen Männern als Schwerarbeiter im Sinne der Schwerarbeitsverordnung und der dazu ergangenen Berufsliste. Dienstgeber haben das Vorliegen von Schwerarbeit bei Frauen ab dem vollendeten 35. Lebensjahr (Männer ab dem 40. Lebensjahr) selbständig der Krankenversicherung zu melden (§ 5 Schwerarbeitsverordnung).

## Berufsbezeichnung

### Situation in Deutschland
In Deutschland wurde 1980 die Berufsbezeichnung des Ausbildungsberufes in Restaurantfachmann/Restaurantfachfrau oder Hotelfachmann/Hotelfachfrau geändert. Veraltet sind die Anreden Herr Ober (Verkürzung von Oberkellner) und Garçon, die früher verbreitete Anrede Fräulein für weibliches Personal und der Piccolo für Auszubildende – unverfänglich kann die Rechnung mit Zahlen, bitte! verlangt werden.

### Situation in der Schweiz
In der Schweiz ist die Berufsbezeichnung des Servicemitarbeiters nach einer zweijährigen Attest-Ausbildung Restaurationsangestellte/Restaurationsangestellter, nach der regulären Lehrzeit von drei Jahren REFA Restaurationsfachfrau/Restaurationsfachmann EFZ. Die Ausbildung erfolgt dabei in einem Restaurant, einem Hotel oder Betrieb der System- und Gemeinschaftsgastronomie und folgt einem definierten Bildungsplan mit wöchentlichem Besuch der Berufsschule. Überbetriebliche Kurse ergänzen die Ausbildung. Die Bezeichnungen Kellner und Serviertochter (weibliches Personal) sind heute veraltet.

## Hierarchie
- Maître d’hôtel –
  - Serviceleitung
  - Bankettleitung
  - Restaurantleiter
  - 1. Oberkellner
  - stellvertretender Oberkellner
  - Chef de rang – Stationskellner, Kellner
 Die persönlichen und fachlichen Anforderungen für diese Stelle sind mehrere Jahre Berufspraxis im erstklassigen Service (gehobener Service), die Fähigkeit, eine kleine Personengruppe zu führen, englische und französische Sprachkenntnisse, Kontaktfreude und Verkaufstalent.
 Unterstellt ist diese Position der/dem Oberrestaurantfachfrau/-mann und deren/dessen Vorgesetzten.
 Überstellt ist diese Position dem Servicepersonal der jeweiligen Station oder des Arbeitsbereiches.
 Die Aufgaben und Entscheidungsbereiche sind je nach Betrieb die Vertretung des Vorgesetzten, die Einteilung des Servierpersonals in der jeweiligen Station, die Beratung der Gäste, der Verkauf, das Bonieren (inkassobevollmächtigt) sowie das Arbeiten am Tisch des Gastes wie Vorlegen, Flambieren, Tranchieren und Filetieren sowie das Bearbeiten von Reklamationen.
  - Demichef de rang – stellvertretender Stationskellner
    - Commis de rang – Jungkellner/Servierer
    - Chef d’etage – Etagenrestaurantfachmann
    - Chef de Bar – Barmixer
    - Sommelier – Weinkellner
      - Garderobenpersonal

## International
In Großbritannien und den USA werden die Bedienungskräfte in Restaurants oder Kneipen „Kellner“ genannt (englisch waiter [m.], waitress [f.]), in Frankreich wurde früher „Junge“ oder „junger Mann“ (französisch garçon) gesagt, heute sagt man aber „Monsieur“ oder „Madame“, bei jungen Frauen auch immer noch „Mademoiselle“, in Italien und Spanien „Kammerdiener“ (italienisch cameriere, spanisch camarero), in Griechenland „Servierer“ (griechisch σερβιτόρος servitóros). Regionale Bezeichnungen sind Köbes (Köln, Düsseldorf, Krefeld), Ober (auch niederländisch ober, kelner), Schani (Österreich) oder Wirt. Teilweise nehmen auch Flugbegleiter die Aufgaben von Kellnern wahr.

## Trivia
Mancherorts stellen Cafékellner und ‑kellnerinnen im Kellnerlauf ihre Schnelligkeit und ihren Gleichgewichtssinn auf die Probe.